# Memphis

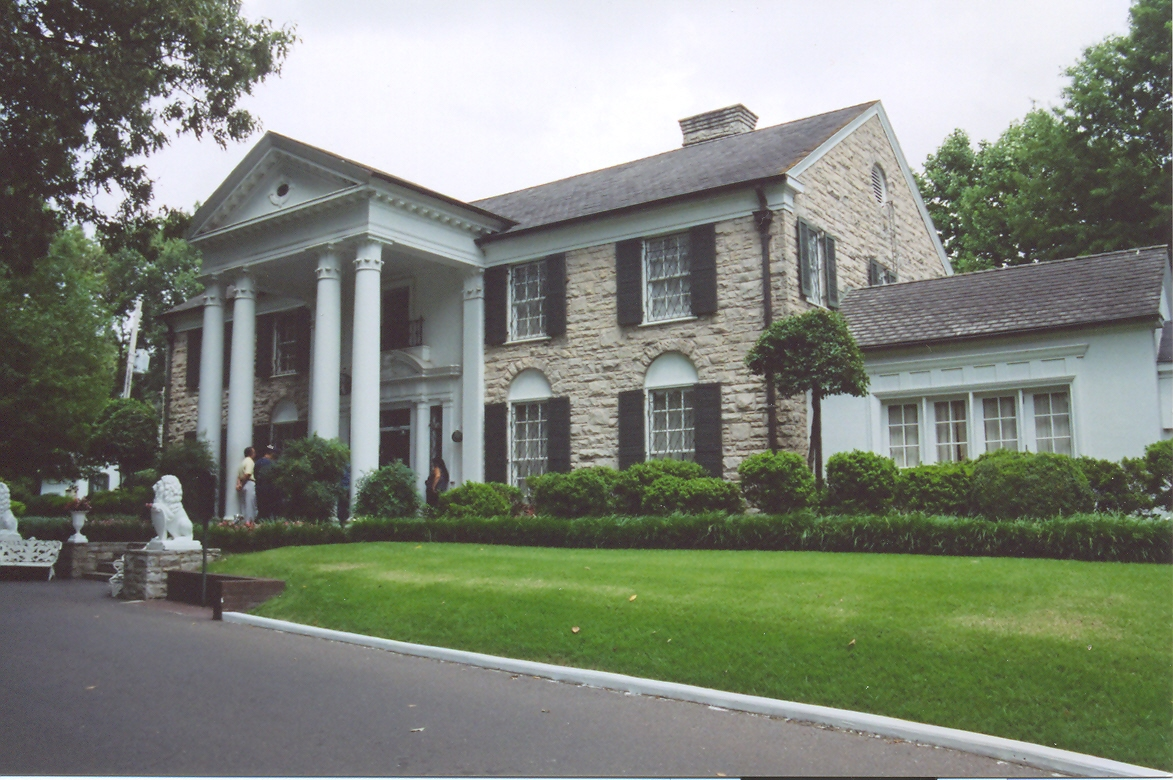
Graceland

Memphis – miasto i znaczący port rzeczny w środkowej części Stanów Zjednoczonych, w południowo-zachodniej części hrabstwa Shelby, w stanie Tennessee, nad rzeką Missisipi. Nazwa pochodzi od miasta Memfis w starożytnym Egipcie. Według danych z 2023 liczy 618,6 tys. mieszkańców i obejmuje blisko 1,34 mln w obszarze metropolitalnym.
Miasto Memphis będące domem dla największej populacji afroamerykańskiej w Tennessee, odegrało znaczącą rolę w amerykańskim ruchu na rzecz praw obywatelskich i było miejscem zamachu na doktora Martina Luthera Kinga w 1968 roku.
Znane jest jako ojczyzna bluesa, miejsce narodzin rock and rolla i obok Nashville, nazywane jest także muzyczną kolebką świata. Beale Street będąca najpopularniejszą dzielnicą rozrywkową jest uważana za centrum bluesa.

## Demografia
Utrata ludności przez Memphis spowodowana jest migracją ludności na okoliczne przedmieścia.
Według danych pięcioletnich z 2023 roku, 62,9% mieszkańców stanowiła ludność czarnoskóra lub Afroamerykanie, 25% to byli biali (22,9% nie licząc Latynosów), 4,6% miało rasę mieszaną, 1,7% to byli Azjaci, 0,5% to rdzenna ludność Ameryki i 0,09% to Hawajczycy i mieszkańcy innych wysp Pacyfiku. Latynosi stanowili 10,2% ludności miasta.
Ponad połowa ludności ma pochodzenie afroamerykańskie. Poza tym do większych grup należą osoby pochodzenia meksykańskiego (5,7%), następnie angielskiego (30,8 tys.), irlandzkiego (22,8 tys.), niemieckiego (20,7 tys.) i „amerykańskiego” (20,5 tys.). 16,2 tys. osób pochodzi z Ameryki Środkowej (nie licząc Meksyku), głównie z Hondurasu i Gwatemali. Wśród Azjatów najliczniejsi są Wietnamczycy (2,8 tys.), Hindusi (2,7 tys.) i Chińczycy (2 tys.). 9,4 tys. osób pochodziło z Afryki Subsaharyjskiej, a 2,3 tys. miało pochodzenie arabskie. Liczbę Polaków oszacowano na blisko 3 tys. (0,47%).

## Gospodarka
Największym pracodawcą w mieście jest międzynarodowa korporacja kurierska FedEx, która utrzymuje globalny węzeł lotniczy na międzynarodowym lotnisku w Memphis, co czyni go drugim najbardziej ruchliwym lotniskiem towarowym na świecie. Ponadto w mieście rozwinął się przemysł drzewny, maszynowy, chemiczny, papierniczy oraz spożywczy.

## Turystyka

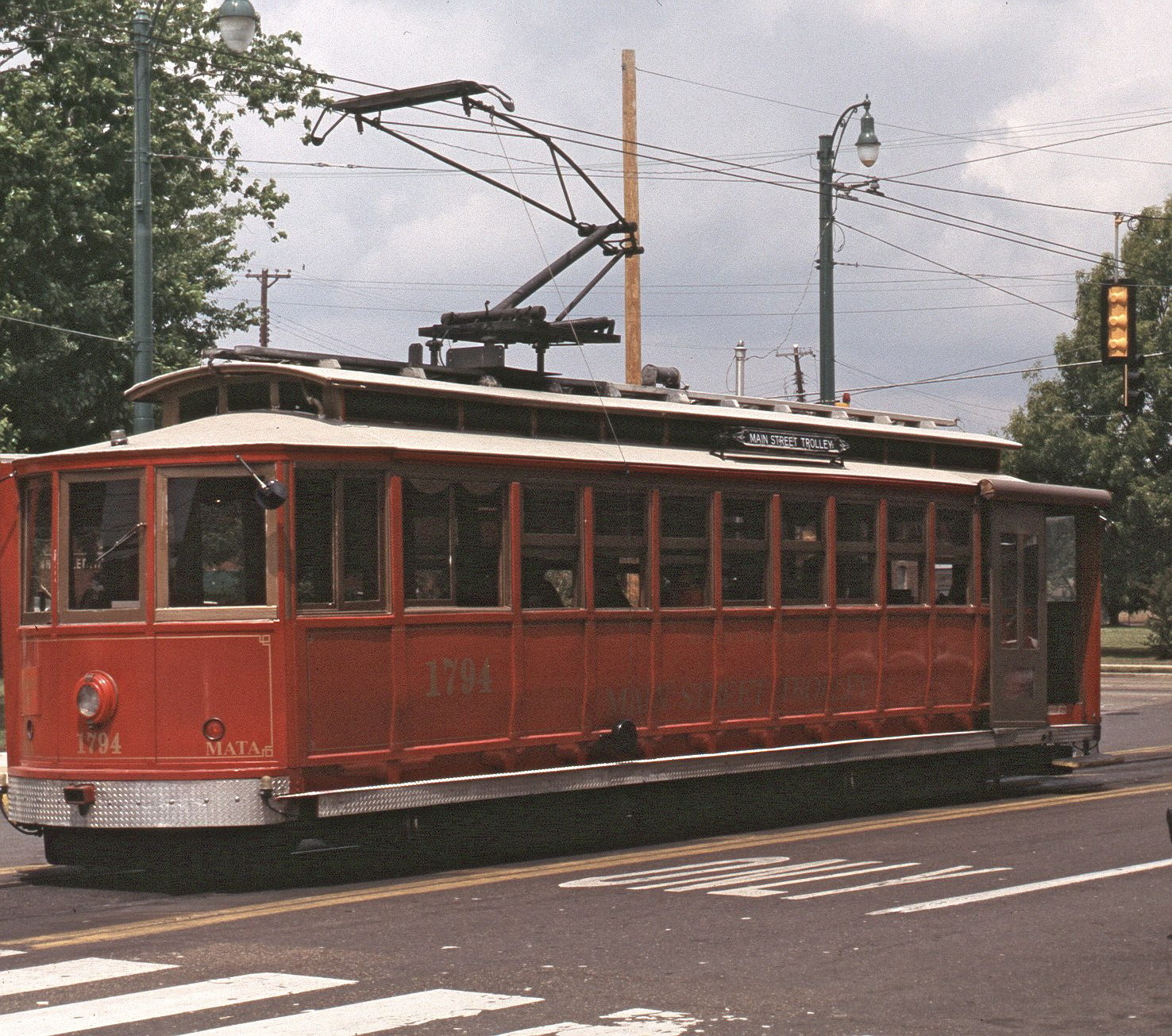
Tramwaj w Memphis

Największą atrakcją turystyczną miasta jest Graceland, posiadłość Elvisa Presleya, w której mieszkał przez wiele lat i został pochowany. Inną wielką atrakcją jest ulica Beale, miejsce klubów bluesowych. W Memphis rozpoczynali swoją karierę w latach 50. XX wieku B.B. King i Johnny Cash. Wielu innych artystów amerykańskiej sceny muzycznej również rozpoczynało swoją karierę w tym mieście.
29 maja 1997 w rzece Missisipi w Memphis utonął Jeff Buckley.
W mieście znajduje się również jeden z najlepiej rozpoznawanych i uznawanych na świecie sklepów perkusyjnych – Memphis Drum Shop.
W Memphis urodzili się m.in. Aretha Franklin, Morgan Freeman oraz Justin Timberlake.

## Kościoły i związki wyznaniowe
Memphis, po Birmingham w Alabamie, posiada drugi co do wielkości odsetek baptystów (ok. 27% członkostwa), oraz największy odsetek zielonoświątkowców (ponad 5%) – wśród amerykańskich aglomeracji liczących ponad 1 mln mieszkańców. Większość mieszkańców to protestanci.
W 2020 roku największymi grupami religijnymi na obszarze metropolitalnym Memphis, były:
- Południowa Konwencja Baptystów – 205 403 członków w 344 zborach,
- lokalne bezdenominacyjne zbory ewangelikalne – 162 410 członków w 566 zborach,
- Narodowa Misyjna Konwencja Baptystyczna Ameryki – 80 768 członków w 205 zborach,
- Kościoły zielonoświątkowe (w większości Kościół Boży w Chrystusie) – ponad 70 tys. członków w 215 zborach,
- Kościół katolicki – 64 856 członków w 38 parafiach,
- Narodowa Konwencja Baptystyczna USA – 53 055 członków w 69 zborach,
- Zjednoczony Kościół Metodystyczny – 49 457 członków w 117 zborach,
- Kościoły Chrystusowe – 41 371 członków w 145 zborach.

## Sport
W Memphis od 1976 roku rozgrywany był turniej tenisowy, U.S. National Indoor Tennis Championships.
Od 2001 roku w Memphis ma swoją siedzibę klub koszykarski Memphis Grizzlies (wcześniej – Vancouver Grizzlies).

## Miasta partnerskie
- Kanifing, Gambia
- Kaolack, Senegal
- Szoham, Izrael